# Deoxyguanosintrifosfát

Vzorec deoxyguanisintrifosfátu

Deoxyguanosintrifosfát (dGTP) je nukleotid, který se skládá z deoxyribózy, nukleové báze guaninu a trifosfátové skupiny. Je jedním ze čtyř stavebních kamenů deoxyribonukleové kyseliny DNA. Další tři jsou deoxyadenosintrifosfát (dATP), deoxycytidintrifosfát (dCTP) a deoxythymidintrifosfát (dTTP).

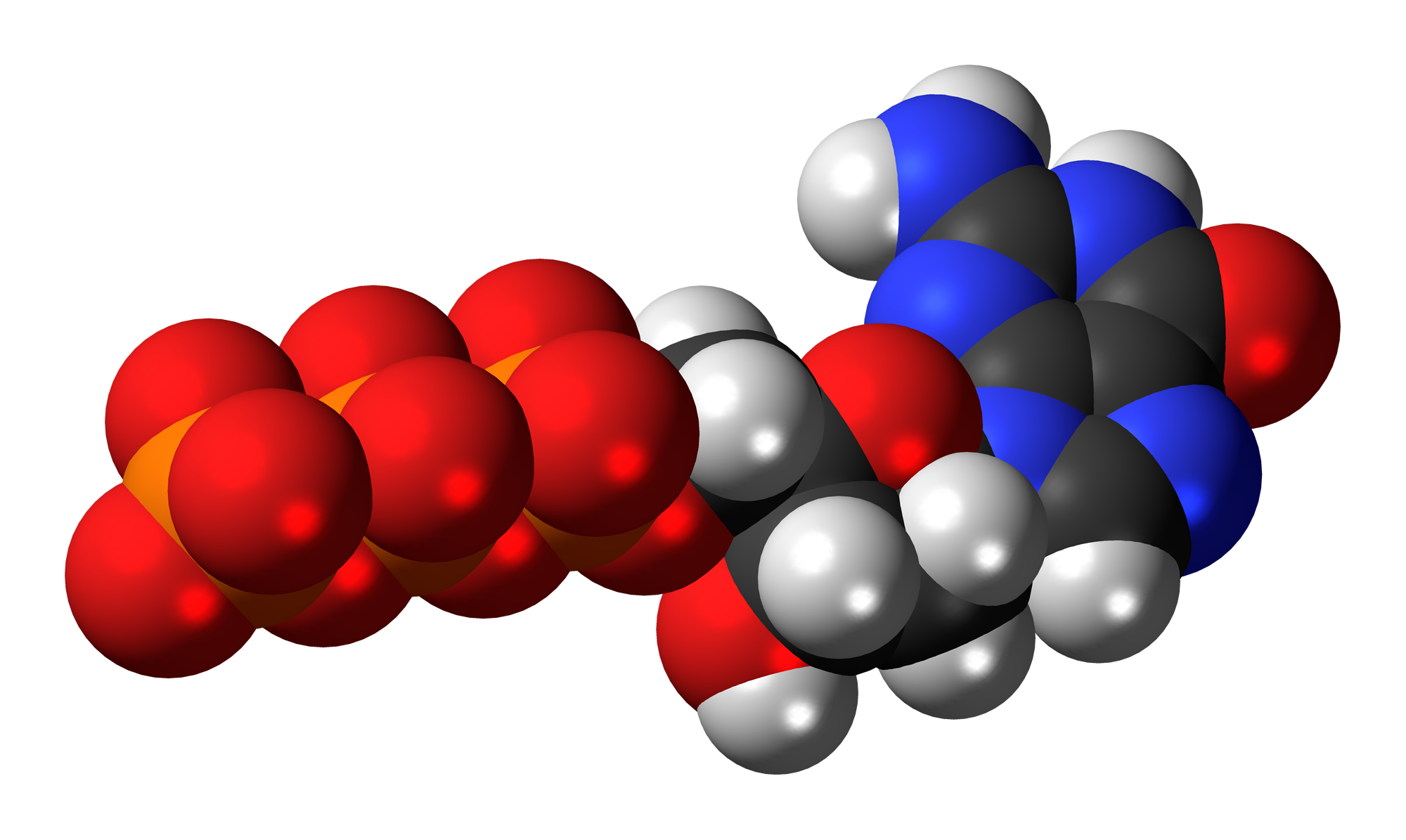
Kuličkový model deoxyguanosintrifosfátu (uhlík - černá, vodík - bílá, kyslík - červená, dusík - modrá, fosfor - oranžová)

dGTP je v buňce syntetizován jako energeticky bohatá sloučenina dvěma po sobě jdoucími fosforylačními kroky s ATP jako donorem fosfátové skupiny. V buňkách je dále využíván pro syntézu nebo replikaci DNA. dGTP se používá v technice polymerázové řetězové reakce, při sekvenování a klonování. Je také konkurentem inhibičního nástupu ACV (acycloviru) při léčbě viru HSV (herpes simplex virus), planých neštovic a pásového oparu.

## Nukleotidy

Část molekuly DNA - charakteristická dvojšroubovice

Čtyři základní typy nukleotidů (dATP, dGTP, dCTP, dTTP), jež se přirozeně vyskytují v DNA, se liší pouze typem nukleové báze. dATP obsahuje adenin, dGTP guanin, dCTP cytosin a dTTP thymin. Právě existence čtyř nukleových bází je zásadní pro informační vlastnosti DNA. Důležitá je také schopnost nukleových bází vytvářet celou řadu vodíkových můstků.
Každý nukleotid má tři stavební bloky:
- deoxyribóza – pětiuhlíkový cukr (pentóza), který se v DNA vyskytuje v cyklické furanózové formě. Jeho uhlíky se po směru pohybu hodinových ručiček označují 1', 2', 3', 4' a 5', přičemž na 1' uhlíku je navěšena nukleová báze, na 3' a 5' uhlíku jsou přes OH skupinu připevněny fosfátové skupiny;
- fosfát – vazebný zbytek kyseliny ortofosforečné, který je navázán na 5' uhlíku každého nukleotidu. Záporný náboj na fosforečnanu je důvodem celkového negativního náboje DNA. Fosfátová skupina je můstek propojující 5' uhlík každé deoxyribózy s 3' uhlíkem předchozí deoxyribózy. Výsledkem je cukr-fosfátová kostra DNA, která tvoří základ dvojšroubovice.
- nukleová báze – dusíkatá heterocyklická sloučenina. V DNA se v různých kombinacích vyskytují především čtyři základní nukleové báze, dvě purinové (adenin A a guanin G) a dvě pyrimidinové (thymin T a cytosin C).

## Složení DNA
Primární struktura DNA se dá znázornit jako lineární řada nukleotidů nebo jako řada písmen, které odpovídají dusíkatým bázím v nukleotidech, tedy A, G, C, T. Genetický kód DNA je výsledkem sekvence bází těchto stavebních bloků. Jejich různým pořadím v řetězci lze dosáhnout obrovského počtu kombinací.
Proces přenosu genetické informace se v buňce realizuje v buněčném jádře a ribozomech. Nazývá se proteosyntéza a je to metabolický proces, při kterém se z aminokyselin tvoří bílkoviny (polypeptidy, proteiny).